# 悪魔の一覧
悪魔の一覧（あくまのいちらん）では、悪魔を宗教ごと、地域ごとに列挙する。
※括弧内は別名または別読み。日本語版の記事がない場合は英語版 Wikipedia へのリンク。

## キリスト教関連
- アガリアレプト
- アスモデウス（アスモダイオス、アシュメダイ、アスモダイ、アスモデ）
- アドラメレク
- アマイモン（アモイモン）
- アリオク
- コルソン（英語版）
- サタン - ユダヤ教、キリスト教とイスラム教における悪魔。
- サタナキア
- ジミマイ
- 使い魔（ファミリアー）
- デモゴルゴン
- バフォメット
- フルーレティ
- プルフラス（ブファス、ブザス）
- ベリアル - キリスト教、ユダヤ教、ソロモンの悪魔
- ベルゼブブ（ベルゼバブ）
- ベルフェゴール （ベルフェゴル、ベールフェゴル）
- マモン（マンモン）
- 夢魔
  - インクブス（インキュバス） - 男性形
  - スクブス（サキュバス） - 女性形
- メフィストフェレス
- メリヘム（英語版）
- モレク（モロク）
- 魔王ルシファー（ルシフェル、ルキフェル）
- リヴァイアサン

## ソロモン関連
- アイム（アイニ、ハボリュム）
- アガレス（アグレアス）
- アスタロト（アスタロス）
- アスモデウス
- アミー（ハンニ）
- アムドゥスキアス（アムドゥキアス、アムブスキアス、アムドゥシアス）
- アモン
- アロケル（アロケス、アロカス）
- アンドラス
- アンドレアルフス（アンドロアルフス）
- アンドロマリウス
- イポス（イペス、アイポロス、アイペロス）
- ウァサゴ（ヴァッサゴー）
- ウァプラ（ヴァプラ、ナフラ）
- ウァラク（ヴァラク、ウォラク、ヴォラク）
- ウァレフォル（ヴァラファール、ヴァレファール、マラファル、マレファル）
- ヴィネ（ヴィネア）
- ウヴァル（ヴアル、ヴォヴァル）
- ウェパル（ヴェパル、セパル）
- エリゴス（エリゴール、アビゴル、アルゴル）
- オセ（オズ、オソ、ウォソ）
- オノスケリス
- オリアス（オリアクス）
- オロバス
- ガープ（ガアプ、タプ）
- カイム（カミオ）
- ガミジン（サミジナ）
- キマリス（キメリエス、キメイエス）
- グシオン（グーシオン、グソイン、グサイン）
- グラシャ＝ラボラス（カークリノラース、カーシモラル）
- グレモリー（ゴモリー、ガモリー、ゲモリー、ガエネロン）
- クロケル（クロセル、プロケル、プケル、ポケル）
- ザガン（ザガム）
- サブナック（サブナッケ、サブノック、サヴノック、サブラック、サルマク）
- サレオス（サロス、ザレオス、ザエボス）
- シトリー
- シャックス（スコクス、シャン、シャス、シャズ）
- ストラス（ストロス、ソラス）
- セーレ（セエレ、セアル、セイル）
- ゼパル
- ダンタリオン（ダンタリアン）
- デカラビア（カラビア）
- ナベリウス（ナベルス、ケルベロス） - ギリシア神話のケルベロスとも関連付けられる
- ハーゲンティ（ハゲンティ）
- バアル（バール、バエル、ベール）
- パイモン（ペイモン）
- バティン（バティム、バシム、マルティム）
- バラム
- バルバトス（バルバルス）
- ハルファス（ハルパス、マルサス）
- ビフロンス（ビフロンズ、ビフロン）
- フェニックス（フェネクス）
- ブエル
- フォカロル（フォカロール、フォルカロル、フルカロル）
- フォラス（フォルカス）
- フォルネウス
- ブネ（ビム、ビメ）
- フラウロス（ハウラス、ハウレス）
- フルカス（ファーカス、フォーカス）
- プルソン（ピュルサン、キュルソン）
- フルフル（フールフール）
- ベリト（ベリス、ボフリ、ボルフライ、ベアル）
- ベレト（ベレス）
- ボティス（オティス、オティウス）
- マルコシアス（マルコキアス）
- マルバス（バルバス）
- マルファス
- ムルムル（ミュルミュール、ムルムス、ムルムクス）
- モラクス（マラクス、フォライー、フォルファクス）
- ラウム（ライム）
- レラジェ（レラージェ、レライエ、レライハ、ロレイ、オライ）
- ロノウェ（ロネウェ、ロンウェー）

## ユダヤ関連
- アザゼル（アザエル） - ユダヤ神話における堕天使
- グリゴリ（エグリゴリ） - 旧約聖書偽典『エノク書』に表される堕天使の一団
  - アスベエル（Asb'el） - 堕天使、グリゴリの一人
  - アルマロス
  - イェクン（Yeqon）
  - Kasadya
  - カスピエル（カフシエル）
  - ガデルエル（Gader'el）
  - バラキエル （バラクエル）
  - Pinem'e
- サマエル
- ベヒモス（ベヒーモス、ベヘモト、ビヒーモス、ビヒモス、ベエマス、バハムート）
- マステマ （マンセマット）
- リリン（リリム）
- リリス

## その他の堕天使
- Yeter'el
- Neqa'el
- Rum'el

## イスラム関連
- イブリース
- シャイターン

## エジプト関連
- アペプ（アーペプ、アアペプ、アペピ、アピペ、アポペ、アポピス）

## フィンランド関連
- Piru

## アッカド関連
- アルー（Alû）
- ラビス（Rabisu、ラビツ）

## シュメール関連
- アサグ

## ラトビア関連
- Vadatajs
- Velns

## ヨーロッパ関連
- インプ
- グザファン（ゼポン、ゼフォン）
- サルガタナス
- ネビロス

## ヒンドゥー教関連
- アガースラ
- アンダカ
- アスラ - インド神話・バラモン教・ヒンドゥー教における神族または魔族の総称
- ヴリトラ
- ヒラニヤークシャ
- ヒラニヤカシプ
- Puloman
- マダ
- マヒシャ
- ラーヴァナ
- ラークシャサ - ヒンドゥー教の鬼神

## ゾロアスター教関連
- アンラ・マンユ（アーリマン、アフリマン）
- アエーシュマ
- アジ・ダハーカ
- アストー・ウィーザートゥ
- アカ・マナフ
- アパオシャ
- ジャヒー（ ジェー）
- ダエーワ
- ドゥルジ
- パリカー
- ブーシュヤンスター

## 神曲関連
- 卑しき天使
- 黒い天使
- マレブランケ

## その他
- アバドン（アポルオン） - 旧約聖書『ヨハネの黙示録』
- アブラクサス - グノーシス主義
- Alal - カルデア神話
- アルプ - ドイツの夢魔
- アルシエル - 旧約聖書『ネヘミヤ記』
- Asakku - バビロニア神話
- ウコバク（ユコバック、ウコバチ） - コラン・ド・プランシー著『地獄の辞典』の悪魔
- Gualichu - アラウカン神話（マプチェ族）
- コロンゾン - アレイスター・クロウリーの悪魔
- ザエボス（Zaebos） - コラン・ド・プランシー著『地獄の辞典』の悪魔
- Xezbeth（Shezbeth）
- ジョウビレックス（Juiblex）
- ダゴン - パレスチナ神話 → ユダヤ教・キリスト教 → クトゥルフ神話
- ニスロク（Nisroch） - アッシリア神話
- モコイ（Mokoi） - オーストラリアの悪霊
- リベザル（ルベザル） - ポーランドの悪霊

## 科学
- マクスウェルの悪魔（統計力学における思考実験）
- ラプラスの悪魔（物理学における思考実験）